# Xindonga

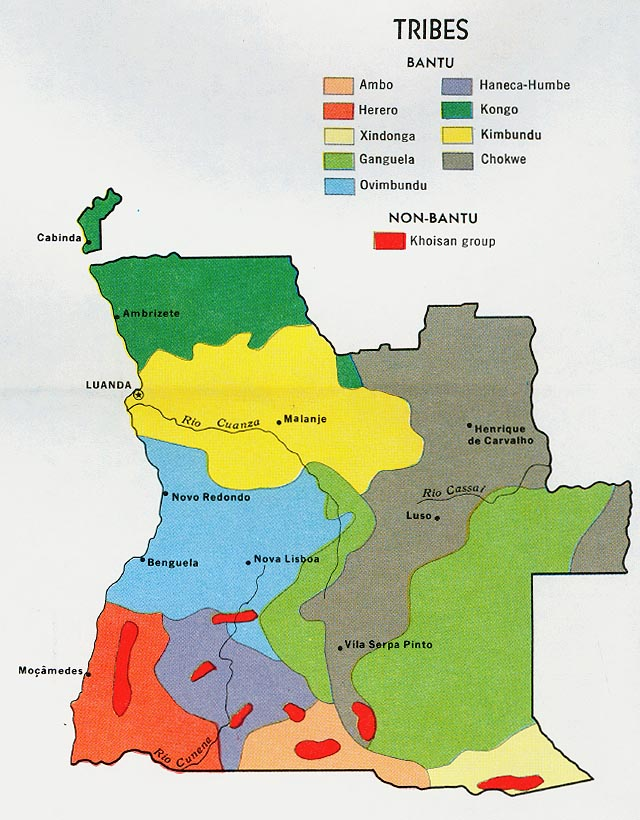
mappa delle etnie angolane basata sul lavoro di José Redinha

Xindonga è un termine utilizzato dall'etnografo e funzionario portoghese José Redinha nel 1973 per descrivere le popolazioni bantu dell'estremo sudest dell'Angola. Secondo Redinha gli Xindonga erano ulteriormente suddivisi in quattro etnie: Cusso, Dilico, Sambio e Maxico.
A parte i Cusso, identificati con i Mbukushu, non è facile stabilire a quali gruppi si riferisse Redinha. La lingua ndonga, a cui l'etnonimo "xindonga" potrebbe far riferimento, è parlata dal vicino popolo Ovambo, affine ma distinto dai Mbukushu. La successiva Language Map of Africa del britannico David Dalby identifica due gruppi di linguaggi bantu parlati nell'area: il primo composto da mbukushu settentrionale, liyuwa e mashi, il secondo composto da mbukushu meridionale e kwangali-gcikuru. È perciò probabile che il termine usato da Redinha si riferisca alle popolazioni parlanti questi linguaggi.